# نشانه فوترگیل
نشانه فوترگیل (به انگلیسی: Fothergill's sign) یک علامت پزشکی است. اگر توده‌ای در دیوارهٔ شکمی از خط وسط (midline) نگذرد، و با خم کردن ماهیچه راست شکم تغییر نکند، این نشانه مثبت برای هماتوم غلافِ این ماهیچه است.
این علامت به نام جان فوترگیل نامگذاری شده‌است.
در هماتوم غلافِ ماهیچهٔ راست شکم، هماتوم توده‌ای را تولید می‌کند که از خط وسط عبور نمی‌کند و زمانی که ماهیچه راست شکم در حال انقباض است، قابل لمس باقی می‌ماند.